# Espacial FM
A Espacial FM é uma estação de rádio brasileira com sede em Pará de Minas, Minas Gerais. Opera na frequência 105,5 MHz FM. Seus estúdios ficam localizados na região central da cidade, enquanto sua antena de transmissão fica localizada na Serra de Santa Cruz. Sua cobertura atinge cerca 400km de distância entre 50 cidades da Mesorregião de Belo Horizonte com potência de 11,9 kW.

## História

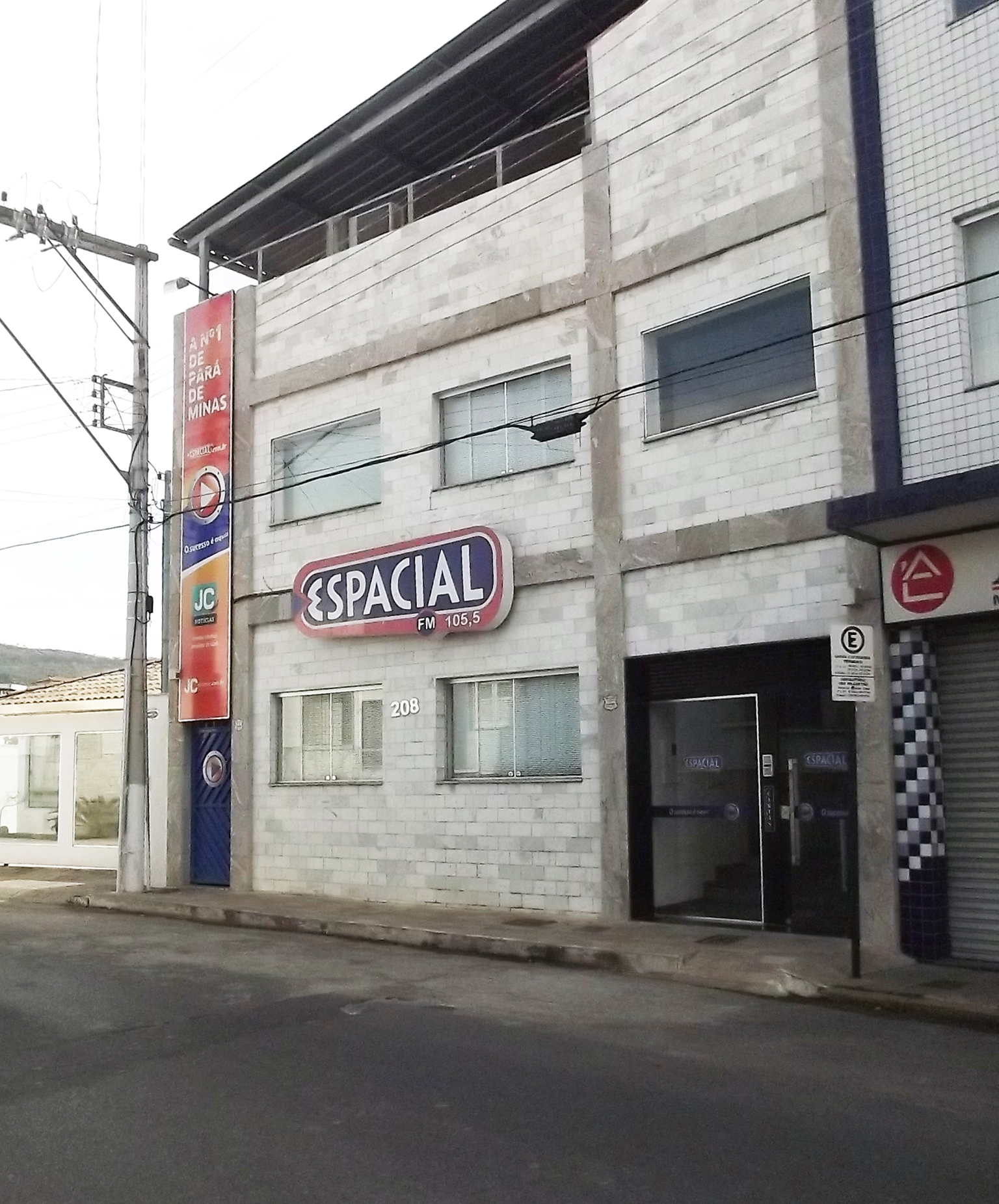
Sede da emissora na cidade de Pará de Minas, MG.

A rádio foi fundada em 13 de agosto de 1981 sob a frequência 94.1 MHz, sendo a segunda rádio atuante na cidade de Pará de Minas, Minas Gerais, atrás apenas da Rádio Santa Cruz em AM, e tornando-se a primeira rádio em frequência modulada (FM) da cidade. Em pesquisa feita pela SETAM Consultoria Empresarial em janeiro de 2006, a emissora de rádio foi considerada a mais ouvida da região Centro-Oeste de Minas, com 52,57% de audiência.
Como forma de bonificação pelos seus 30 anos, em 2010 após a mudança da frequência da rádio Oi FM de Belo Horizonte, a Espacial mudou seu dial de 94.1 MHz para 105,5 MHz e passou da potência de 3,3 kW para 10 kW. Em maio de 2005, estreou seu portal de notícias JC Notícias que inclui as notícias que são veiculadas no seu programa matinal, Jornal da Manhã.